# Renzo Helfer
Renzo Helfer (Mezzolombardo, 8 febbraio 1914 – 27 maggio 1991) è stato un politico italiano.

## Biografia
Nato a Mezzolombardo, in provincia di Trento, è stato ufficiale degli Alpini.
Dal 1948 al 1958 è stato presidente del Trento Calcio.
È stato deputato con la Democrazia Cristiana dal 1948 al 1972 (I, II, III, IV e V legislatura), eletto con sistema proporzionale nella circoscrizione di Trento.
Dal 28 luglio 1960 al 20 febbraio 1962 è stato sottosegretario per il turismo e lo spettacolo del Governo Fanfani III. In questa veste si fa notare per l'asprezza con cui si occupa della censura dei film, tra cui Accattone di Pier Paolo Pasolini.